# Due prostitute a Pigalle
Due prostitute a Pigalle (Zig-Zig) è un film poliziesco-drammatico del 1975 diretto da László Szabó.

## Trama
Marie e Pauline sono due cantanti di cabaret che sognano di possedere uno chalet di montagna. Per riuscirci, si danno alla prostituzione. Marie si ritrova coinvolta in un caso che riguarda il rapimento della moglie di uno dei suoi clienti. Scopre anche che Pauline è coinvolta. Un agente di polizia in pensione risolve il caso.

## Produzione
Unico film della carriera di Catherine Deneuve in cui l'attrice ricopre il ruolo di produttrice.